# Cordilheira Allardyce

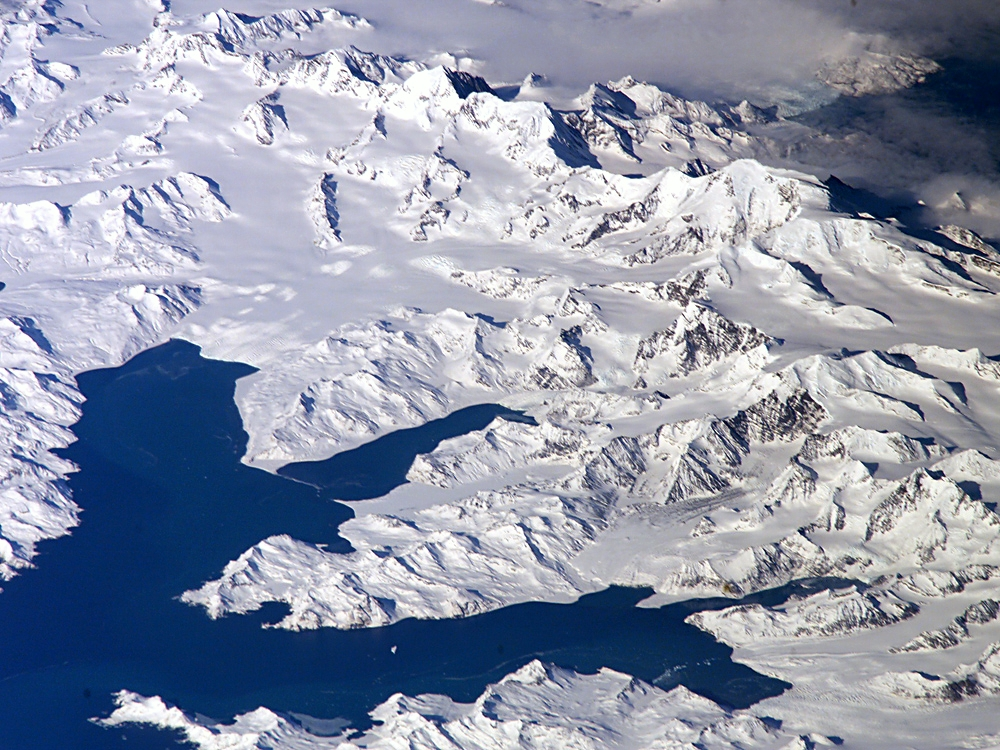
Geórgia do Sul Central: a Baía de Cumberland; a Península Thatcher com a Enseada do Rei Eduardo (Grytviken); a Cordilheira Allardyce com o cume Monte Paget (imagem da NASA).

A Cordilheira Allardyce é uma cordilheira a sul da Baía de Cumberland e dominando a parte central da Geórgia do Sul, um território ultramarino do Reino Unido. O Monte Paget (2935 m) é o mais alto pico da cordilheira e também o mais alto ponto no território do Reino Unido. Outro pico importante da cordilheira é o Monte Roots.
Embora não mostrada nos mapas da Geórgia do Sul por James Cook em 1775 nem por Bellingshausen em 1819, a cordilheira foi sem dúvida vista pelos exploradores. Por volta de 1915, recebeu o nome do Sir William Lamond Allardyce, Governador das Ilhas Falkland, 1904-14.